# 神津島のかつお釣り行事
神津島のかつお釣り行事（こうづしまのかつおつりぎょうじ）は、東京都神津島村の鎮守である物忌奈命神社の例大祭に行われる行事である。
豆州海島風土記に「鰹煮たるお水良き故か鰹節他島に優りて・・」という記述もあるように、鰹節は神津島の特産品であった。動力船など無い時代、手漕ぎ四丁櫓／五丁櫓の小船で海原を押し渡る「板子一枚下は地獄」の漁師が、カツオを釣り持ち帰り、今ある命を「神からのあずかりもの」と感謝し、その日の初漁を鎮守の明神に捧げ、或いは節会に数本の青竹を組んで舟を模しカツオ釣りを真似た所作を奉納し、感謝の意を顕した行事が伝承されているものである。
毎年8月2日の夕刻　漁業者の若衆が勇ましい櫓押しのかけ声とともに竹組みの舟4～5ハイで物忌奈命神社の境内を駆け回り、やがて位置についた各舟の若衆は観衆をカツオにみたて、エサ・コマセならぬ菓子・おひねりを撒きカツオ釣りの動作を繰り返す。積みきれないほどカツオを釣ると今度は水揚げ入札である。村の予算ほどの高値で落札されると、一杯飲まされ女装した若者がシナをつくり寸劇（短い劇）を披露し、観衆爆笑のなか神事の終了となる。
伊豆諸島から伊豆半島沿岸部では、正月の乗り初めに予祝儀礼として魚釣りを模倣する儀礼が行われてきた。神津島では、現在でも乗り初めのときに薪をカツオにみたてて一本釣りの真似をする儀礼が続けられており、「かつお釣り行事」は、こうした儀礼が物忌奈命神社の例祭に取り込まれたものといわれている。
この行事は、日本の基盤的な生活文化の特色を有するものであるとともに、日本の漁撈民俗を考えるうえで貴重であるとして、重要無形民俗文化財に指定されている。